# Rudashevskyita
La rudashevskyita és un mineral de la classe dels sulfurs que pertany al grup de l'esfalerita. Va ser anomenada en honor de Nickolay S. Rudashevsky (1944-), per les seves contribucions en l'estudi dels menes de mineral.

## Característiques
La rudashevskyita és un sulfur de ferro i zinc de fórmula química (Fe,Zn)S. Cristal·litza en el sistema isomètric.
Segons la classificació de Nickel-Strunz, la rudashevskyita pertany a «02.CB - Sulfurs metàl·lics, M:S = 1:1 (i similars), amb Zn, Fe, Cu, Ag, etc.» juntament amb els següents minerals: coloradoïta, hawleyita, metacinabri, polhemusita, sakuraiïta, esfalerita, stil·leïta, tiemannita, calcopirita, eskebornita, gal·lita, haycockita, lenaïta, mooihoekita, putoranita, roquesita, talnakhita, laforêtita, černýita, ferrokesterita, hocartita, idaïta, kesterita, kuramita, mohita, pirquitasita, estannita, estannoidita, velikita, chatkalita, mawsonita, colusita, germanita, germanocolusita, nekrasovita, estibiocolusita, ovamboïta, maikainita, hemusita, kiddcreekita, polkovicita, renierita, vinciennita, morozeviczita, catamarcaïta, lautita, cadmoselita, greenockita, wurtzita, rambergita, buseckita, cubanita, isocubanita, picotpaulita, raguinita, argentopirita, sternbergita, sulvanita, vulcanita, empressita i muthmannita.

## Jaciments
La rudashevskyita va ser descoberta al meteorit Indarch, trobat a Shusha (Azerbaidjan). També ha estat descrita a una mostra trobada a l'oceà Atlàntic, a la República Txeca, Polònia i Tonga.